# Бињ Дињ
Бињ Дињ (виј. Binh Dinh) је једна од 58 покрајина Вијетнама. Налази се у региону Јужна Централна Обала. Заузима површину од 6.066,4 km². Према попису становништва из 2023. у покрајини је живело 1.506,300 становника. Главни град је Qui Nhơn.